# Vila Nova de São Bento e Vale de Vargo
Vila Nova de São Bento e Vale de Vargo (llamada oficialmente União das Freguesias de Vila Nova de São Bento e Vale de Vargo) es una freguesia portuguesa del municipio de Serpa, distrito de Beja.

## Historia
Fue creada el 28 de enero de 2013 en aplicación de una resolución de la Asamblea de la República de Portugal promulgada el 16 de enero de 2013 con la unión de las freguesias de Vale de Vargo y Vila Nova de São Bento, pasando su sede a estar situada en la antigua freguesia de Vila Nova de São Bento.

## Demografía
| Gráfica de evolución demográfica de Vila Nova de São Bento e Vale de Vargo entre 2011 y 2021 |
|                                                                                              |
| Datos según el nomenclátor publicado por el INE portugués.                                   |